# Rdeča mesečina
Rdeča mesečina je kriminalni roman slovenskega avtorja Dušana Dima. Izšel je leta 2008 pri Cankarjevi založbi. 
Knjiga je preplet političnega kriminala industrijskih velikanov in spominov na mladost ter prikazuje posameznika, ki želi razkriti resnico o domnevnem samomoru. Knjiga je izšla s finančno podporo Ministrstva za kulturo RS.

## Vsebina
Zgodba se začne, ko glavna oseba romana Ivo Černigoj, svetovalec za korporacijske komunikacije, prejme klic, v katerem izve da se je njegov prijatelj iz mladosti vrgel pod vlak. Še isti dan se Ivo odpravi na pogreb v Brod, mesto kjer je odraščal. Mesto se je od njegovega zadnjega obiska precej spremenilo, med drugim so zgradili tudi največji zabaviščni park v Vzhodni Evropi, imenovan Sanjska republika. Ivo kmalu posumi, da njegov prijatelj ni storil samomora, ampak je bil žrtev hladnokrvnega umora, zato se odloči ostati v mestu. Po na videz službenem sestanku z Rudolfom Bergincem namreč ugotovi, da je povezava med vodilnimi Sanjske republike in smrtjo njegovega prijatelja. Ker policija zaključi primer kot samomor, se Ivo odloči sam raziskati resnico, pri čemer se zaplete v politične spletke lokalnih pomembnežev, njegova prisotnost in raziskovanje v mestu pa začne motiti tudi nekaj drugih prebivalcev Broda. Med vsem tem dogajanjem pa se zopet sreča s Tanjo, ljubeznijo svoje mladosti.  
Dogajanje je na samem začetku postavljeno v Ljubljano, pozneje pa se odvija v Brodu, kraju med Ljubljano in Bledom. Čas ni določen, a način pisanja nam pove, da je dogajanje postavljeno v sedanjost. 
Roman je precej tipična kriminalka, katere dogajanje je hitro in dinamično. Kljub tipični politično-kriminalni zgodbi je roman napisan kvalitetno in za bralca hitro in lahko berljiv.

## Nominacija
Roman je bil leta 2009 nominiran za kresnikovo nagrado.